# Староакбуляковский сельсовет
Староакбуляковский сельсовет — муниципальное образование в Караидельском районе Башкортостана.

## История
Согласно «Закону о границах, статусе и административных центрах муниципальных образований в Республике Башкортостан» имеет статус сельского поселения.

## Население
| 2002  | 2009  | 2010  | 2012  | 2013  | 2014  | 2015  |
| ----- | ----- | ----- | ----- | ----- | ----- | ----- |
| 2054  | ↗2136 | ↘1976 | ↘1926 | ↘1900 | ↘1854 | ↘1818 |
| 2016  | 2017  | 2018  |       |       |       |       |
| ↘1763 | ↘1758 | ↘1737 |       |       |       |       |

## Состав сельского поселения
| № | Населённый пункт | Тип населённого пункта          | Население |
| - | ---------------- | ------------------------------- | --------- |
| 1 | Старый Акбуляк   | деревня, административный центр | ↘502      |
| 2 | Тегерменево      | деревня                         | ↘432      |
| 3 | Якупово          | деревня                         | ↘284      |
| 4 | Новый Акбуляк    | деревня                         | ↘278      |
| 5 | Халилово         | деревня                         | ↘224      |
| 6 | Юлдашево         | деревня                         | ↘122      |
| 7 | Туюшево          | деревня                         | ↘121      |
| 8 | Маликово         | деревня                         | ↘13       |